# Minden kocka fordul
A Minden kocka fordul Fenyő Miklós 1999-ben megjelent, az 1960-as évek világának és a rock and roll korszaknak a hangulatát megidéző, nosztalgikus albuma. Az album 1999 végén jelent meg, egyik érdekessége a 20. század emlékeit visszaidéző és elbúcsúztató, szving stílusú Újjé, itt az új év. Az album összes dala Fenyő Miklós szerzeménye. Bemutatója a Margitszigeti Szabadtéri Színpadon volt, 1999. augusztus 28. estéjén.

## Dalok
- Minden kocka fordul
- Csók a családnak
- Szőke Tisza, kék Duna
- Krokodil könnyek
- SZ.I.A.
- Hajnal felé, hajnal után
- Gyere vele, Anikó
- Hazug a szíve
- Szállj velem
- A jampik angyalok
- A vágyak tengerén
- Nyári mikulás
- Szeress még
- Újjé, itt az új év

## Közreműködők
- Fenyő Miklós: ének
- Novai Gábor: basszusgitár, vokál, zenei rendező
- harsányi Zsolt: gitár
- Balázs Tibor: dob
- Dudinszki Zoltán: szaxofon
- Tarczali Jenő: szaxofon
- Dixie: szaxofon
- Schrekk Ferenc: pozan
- Fekete István: trombita
- Puding, Púder, Plexi: női vokál
- Four Fathers: férfi vokál
- Sallai Tibor: hangmérnök
- Lukáts Péter: lemezborító
- Holub Péter: produkciós menedzser